# Numa Pompilius

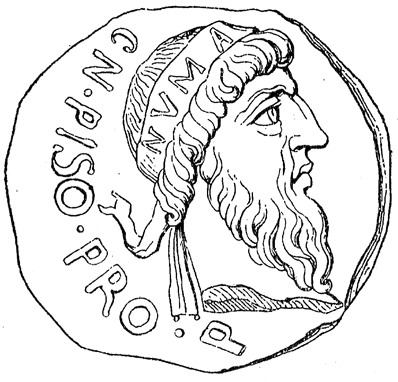
Numa Pompilius auf einer römischen Münze

Numa Pompilius (angeblich * 750 v. Chr.; † 672 v. Chr.) war der sagenhafte zweite König von Rom. Er soll von 715 v. Chr. bis zu seinem Tod regiert haben; die exakten biographischen Daten in späten Quellen werden jedoch von der modernen Forschung skeptisch betrachtet.
Zeitgenössische Quellen liegen nicht vor; die Behandlung Numas in der Literatur zur römischen Geschichte setzt erst in der zweiten Hälfte des 3. Jahrhunderts v. Chr. ein und weist legendenhafte Züge auf. Daher lässt sich nicht erkennen, ob es sich überhaupt um eine historische Gestalt handelt. Die folgende Darstellung beschreibt nur die nicht nachprüfbare legendenhafte Schilderung in literarischen Darstellungen wie denen des Titus Livius oder Plutarchs. Viele Einzelheiten sollten ätiologisch spätere Verhältnisse erklären.

## Legendenhafte Lebensgeschichte
Numa lebte zunächst abgeschieden mit seiner Frau in Cures, im Land der Sabiner. Nach dem Tod von König Romulus folgte er nur auf Drängen seines Vaters und von Freunden seiner Berufung auf den römischen Thron. Seine Regentschaft war geprägt von einer weisen Gesetzgebung und der Förderung von Gewerbe und Landwirtschaft. Um zu zeigen, dass der beste Schutz des Regenten die Liebe des Volkes ist, schaffte er seine Leibwache ab. Durch eine stärkere Verbreitung der Religion wollte er den vorhandenen Gewalttendenzen in der Bevölkerung entgegenwirken.
Der König trat sein Amt gegen 715 v. Chr. an und organisierte die Bevölkerung Roms neu. Rom, das zu dieser Epoche noch eine kleine zusammenhanglose Siedlung war, hatte eine Bevölkerung, die sich aus verschiedenen Stammesangehörigen zusammensetzte. Zwischen den Einwanderern kam es daher immer wieder zu Spannungen. Der König fasste die Bauern der Umgebung in Bezirke (pagi) zusammen. Die Einwohner Roms wurden in Berufsgilden organisiert.

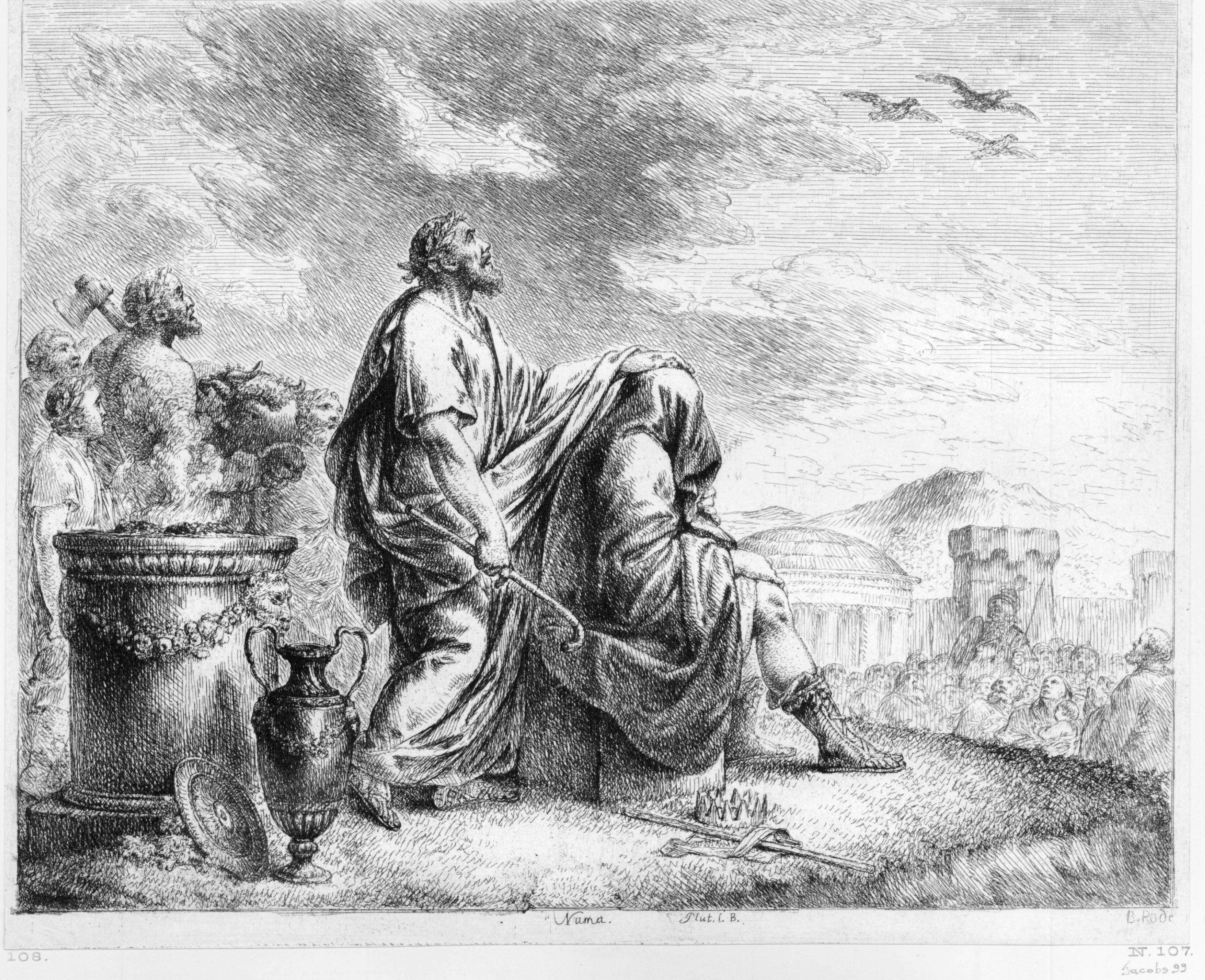
Ein Augur erklärt Numa Pompilius nach dem Orakel des Vogelfluges zum glücklichen König (Bernhard Rode 1769)

Er erweiterte den Gottesdienst der Vesta und erbaute dem Janus einen Tempel. War dieser Tempel offen, war dies ein Zeichen für Krieg. Im Frieden war der Janustempel geschlossen.
Von den Priesterinnen der Vesta (Vestalinnen) forderte Numa das Gelübde der Keuschheit und das Tragen von weißen Gewändern mit Purpurstreifen. Außerdem verlangte er von ihnen, auf dem Altar der Vesta ständig das „Ewige Feuer“ zum Schutz des Reiches zu unterhalten. Auch die Priester anderer Tempel reglementierte er neu. Er begründete die Priesterklasse der Fetialen, die als einzige das Recht erhielten, anderen Völkern den Krieg zu erklären. So hatten die Priester des Mars an jedem 1. Mai singend und tanzend mit ihren heiligen Schilden und Lanzen durch Rom zu ziehen.
Numa ordnete die Aufstellung des Palladium an, einer Bildsäule, die aus Troja stammen und Pallas Athene bzw. Minerva zeigen sollte. Weiterhin veranlasste er die Aufstellung der heiligen vom Himmel gefallenen Schilde (Ancilien), die die ewige Dauer der römischen Herrschaft symbolisieren sollten. An den Grenzen des Reiches ließ er Grenzsteine aufstellen und er weihte Terminus, dem Gott der Grenzen, einen Tempel. Numa verbot bei Gottesdiensten das Blutopfer auf dem Altar. Stattdessen wurden den Göttern Früchte geopfert.
Numa verbesserte auch den bisherigen römischen Kalender, den er in 12 Monate einteilte, statt wie Romulus in 10 Monate, und er legte die Gerichtstage fest. Um seinen Anordnungen mehr Gewicht zu verschaffen, ließ er verlauten, dass er sich an einer Quelle in einem heiligen Hain mit einer Göttin oder mit der Nymphe Egeria über das Schicksal des Reiches im Geheimen beraten habe.
Nicht nur in Rom genoss Numa hohe Anerkennung. Nachbarvölker und Nachbarreiche riefen ihn häufig als Schiedsrichter bei Streitigkeiten an. Numa verstarb im 46. Regierungsjahr. Da er verboten hatte, seinen Leichnam zu verbrennen, wurde er in einem steinernen Sarkophag unter dem Janiculus beigesetzt. Er gilt als Stammvater der Marcier.

## Ikonographie
In jüngster Zeit wurde darüber spekuliert, ob es sich bei dem Krieger von Capestrano, einer mehr als zwei Meter hohen Statue aus den Abruzzen, die 1934 entdeckt wurde, um eine Darstellung des Königs Numa Pompilius handelt.

## Rezeption

### Verhältnis zu Pythagoras
In der Zeit der späten Republik und in der frühen Kaiserzeit war in Rom eine Legende verbreitet, der zufolge Numa ein Schüler des griechischen Philosophen Pythagoras war, der in Unteritalien gelebt und gelehrt hatte. Der Pythagoreismus galt als eine alte italische Weisheitstradition; schon im 4. Jahrhundert v. Chr. hatte Aristoxenos von Tarent berichtet, unter den Angehörigen italischer Völker, die sich von Pythagoras belehren ließen, seien auch Römer gewesen. Die Numa zugeschriebene Umgestaltung des römischen Kultwesens wurde durch das angebliche Schülerverhältnis des Königs zu Pythagoras erklärt und als Ergebnis des Einflusses der pythagoreischen Lehre gedeutet. Dies führte zu hoher Wertschätzung der Römer für Pythagoras. Die Legende scheint schon im 4. Jahrhundert v. Chr. existiert zu haben. Später wiesen allerdings Geschichtskundige wie Marcus Tullius Cicero und Titus Livius darauf hin, dass Numa aus chronologischem Grund nicht, wie die Legende behauptete, ein Schüler des Pythagoras gewesen sein könne, da Pythagoras erst mehrere Generationen nach der angenommenen Lebenszeit Numas lebte. Auch Marcus Terentius Varro setzte Numa chronologisch korrekt vor Pythagoras. Aber noch Ovid schilderte Numa als einen Weisheitsschüler, der pythagoreische Belehrung empfing. Plutarch setzte sich in seiner Lebensbeschreibung Numas mit der nach seinen Angaben umstrittenen Frage des Verhältnisses von Pythagoras und Numa auseinander.
Der Ursprung der Numa-Pythagoras-Legende und der Zweck ihrer Erfindung ist unbekannt und in der Forschung umstritten. Eine Forschungsmeinung geht von einer römischen Herkunft der Verbindung zwischen Numa und Pythagoras aus, eine andere hält den Stoff für ursprünglich griechisch. Die Befürworter einer griechischen Herkunft der Behauptung, die römischen Kulteinrichtungen seien griechisch-unteritalischen Ursprungs, haben Aristoxenos oder Timaios von Tauromenion als den Autor, der diesen Gedanken erstmals schriftlich fixierte, in Betracht gezogen. Dagegen bestehen jedoch sehr gewichtige Einwände. Nicht plausibel ist aber auch die Alternativlösung, die Legende auf eine römische annalistische Quelle oder einen römischen Geschichtsschreiber, dem die Geschichtsdarstellung der Annalisten vertraut war, zurückzuführen. Die Annalisten und die von der Annalistik ausgehenden Geschichtsschreiber müssen sich über die chronologische Unmöglichkeit im Klaren gewesen sein. In Betracht kommt eine römische antiquarische Quelle, ein Gelehrter, der eher systematisch als chronologisch dachte und dem Parallelen zwischen römischen Gebräuchen und Prinzipien der pythagoreischen Lebensführung aufgefallen waren. Sein Motiv könnte das Bedürfnis gewesen sein, Numa gegen Anwürfe antirömischer Griechen zu verteidigen, die ihn wegen seiner sabinischen Herkunft als Barbaren darstellten. Eine andere Erklärung lautet, dass die Legende im Kontext einer zunächst nur mündlichen Überlieferung entstand, wahrscheinlich im späten 4. Jahrhundert v. Chr., und dass das Milieu, das für die Idee einer Schülerschaft Numas bei Pythagoras einen Nährboden bot, wohl ein römisches Priesterkollegium war.

### Schriftenfund
Im Jahre 181 v. Chr. wurden in Rom angebliche Schriften Numas aufgefunden. Über den Fund berichten eine Reihe von Autoren; der ausführlichste und als Quelle wertvollste Bericht ist der des Livius, der für sein Werk Ab urbe condita unter anderem die (nicht erhalten gebliebene) Darstellung des Annalisten Valerius Antias auswertete. Am Fuß des Hügels Ianiculum wurde ein leerer Steinsarg gefunden, der seiner Aufschrift zufolge die Gebeine Numas enthalten hatte, und daneben eine steinerne Truhe, in der sich Schriften befanden, bei denen es sich laut der Beschriftung der Truhe um Bücher Numas handelte. Es waren sieben oder nach einer anderen Version zwölf Bücher in lateinischer Sprache über römisches Sakralrecht und sieben oder zwölf griechische über Philosophie. Nachdem eine Anzahl von Bürgern Einsicht genommen hatte, wurden beide Schriftenbündel dem Stadtprätor Quintus Petillius Spurinus ausgehändigt, der sie las und dabei den Eindruck gewann, sie könnten zur Auflösung der römischen Staatsreligion führen. Auf Vorschlag des Stadtprätors beschloss der Senat ohne eigene Einsichtnahme die öffentliche Verbrennung der Bücher auf dem Comitium. Die Annalisten Calpurnius Piso und – ihm folgend – Valerius Antias behaupteten, die philosophischen Bücher hätten pythagoreische Weisheitslehren enthalten. Dagegen protestierten Kritiker, denen die chronologische Unmöglichkeit klar war.
Bei den verbrannten Büchern handelte es sich zweifellos um Fälschungen, doch scheinen die Senatoren geglaubt zu haben, dass sie tatsächlich von Numa stammten. Der Grund dafür, dass der Senat eine Gefahr für den Staat befürchtete und daher energisch einschritt, lag vermutlich darin, dass der Autor der Fälschung in der Rolle Numas in der Ichform von seinen angeblichen Begegnungen mit der Quellnymphe Egeria berichtete, bei denen ihm die Nymphe den Willen der Götter offenbarte und ihn bei den Regierungsgeschäften beriet. Ein solcher persönlicher Umgang zwischen einem Menschen und einem übermenschlichen Wesen war aus der Sicht konservativer Römer nur in der Dichtung akzeptabel. Als ernsthafte Behauptung, aus der ein Anspruch auf genaue Kenntnis des geoffenbarten göttlichen Willens abgeleitet wurde, war es für die Senatoren ein unerwünschter Präzedenzfall.
Die staatlich angeordnete Vernichtung von Werken, die man einem außerordentlich angesehenen Herrscher zuschrieb, erregte großes Aufsehen; noch in der Spätantike wurde die Bedeutung dieses Vorgangs von christlichen Schriftstellern erörtert. Der Kirchenvater Augustinus nutzte die Legende in seinem Werk De civitate Dei zur Polemik gegen die alte römische Religion; er meinte, Numa, in dem er einen Betrüger sah, habe in den Büchern Geheimnisse aufgezeichnet, die ihm von Dämonen offenbart worden seien; diese Aufzeichnungen habe er weder zu veröffentlichen noch zu vernichten gewagt und sie daher mit sich ins Grab genommen. Ähnlich urteilte Laktanz; er betrachtete Numa ebenfalls als einen Schwindler, der in den verbrannten Büchern die Wahrheit über seinen Betrug enthüllt habe; die öffentliche Verbrennung und ihre Begründung hielt Laktanz für außerordentlich töricht, denn sie habe dem Ansehen der auf Numa zurückgeführten römischen Religion geschadet und so das Gegenteil des Beabsichtigten bewirkt.

### Antike Urteile über die zivilisatorische Leistung
Cicero schilderte in seiner Schrift De re publica die zivilisatorische Leistung Numas. Er hob hervor, dass die Römer durch die kriegerischen Aktivitäten von Numas Vorgänger Romulus zu kriegslustig und gewalttätig geworden seien; Numa habe ihre rohen, wilden Gemüter zu Menschlichkeit und Sanftheit zurückgebracht und ihnen beigebracht, dass man friedlich, ohne Verwüstungen anzurichten und Beute zu machen, vom Ackerbau leben konnte. So habe er ihnen Liebe zu Ruhe und Frieden eingepflanzt, und während seiner 39 Regierungsjahre habe höchster Friede und tiefste Eintracht geherrscht. Ein ähnliches Bild von Numa als einem Friedensfürsten zeichnete der Geschichtsschreiber Livius. Er meinte, Numas Wirken habe eine komplementäre Ergänzung zu den gewaltsamen, kriegerischen Aktivitäten des Romulus gebildet. Während Romulus Rom mit Waffengewalt gegründet habe, habe Numa dem jungen Staat durch Einführung von Recht und Gesetzen eine Grundlage geschaffen und sei insofern ein zweiter Gründer Roms gewesen. Romulus habe dem Staat Kraft, Numa Ausgewogenheit verschafft. Numa sei den Römern ein einzigartiges Vorbild gewesen, an dessen Sitten sie sich orientiert hätten. Das durch den Kriegsdienst verrohte Volk habe er an ein Leben im Frieden gewöhnt. Damit stellte Livius einen Bezug zu seiner Gegenwart her, dem Zeitalter der Augusteischen Friedensordnung. Die Einrichtung der römischen Gottesdienste und Priesterämter durch Numa betrachtete Livius allerdings als einen Betrug des Herrschers: Numa habe seine nächtlichen Zusammenkünfte mit der Göttin Egeria, die ihm angeblich Weisungen erteilte, vorgetäuscht, denn nur durch Erfindung von etwas Wunderbarem habe er das rohe Volk ausreichend beeindrucken können. Dass somit der Götterkult auf Lügen basierte, fand Livius nicht anstößig, vielmehr hielt er dieses Vorgehen Numas für notwendig und politisch gerechtfertigt. Nach seiner Darstellung waren die Nachbarvölker von Numas Tätigkeit so beeindruckt, dass sie aus Respekt Angriffe auf die Römer unterließen. Auch Vergil charakterisierte den zweiten König Roms als Gesetzgeber, der den jungen Staat gefestigt habe. Er erwähnte auch die Herkunft des bedeutenden Herrschers aus der armen, kleinen Ortschaft Cures. Plutarch betonte in seiner Numa-Biographie das Ausbleiben von Krieg, inneren Konflikten und Rebellion während Numas Regierungszeit und rühmte die Menschlichkeit und Milde des Königs, in dem er das platonische Ideal eines philosophisch gesinnten Herrschers verwirklicht sah. Er hielt es für möglich, dass Numas Berufung auf Weisungen Egerias eine bewusste Täuschung der Öffentlichkeit war. Darin sah Plutarch ebenso wie Livius nichts Verwerfliches.
Im 2. Jahrhundert vergleicht der berühmte Redner Marcus Cornelius Fronto den Kaiser Antoninus Pius mit Numa, da beide sich des Blutvergießens enthalten hätten. Einen Vergleich zwischen Antoninus Pius und Numa stellt auch der Geschichtsschreiber Marius Maximus im frühen 3. Jahrhundert an; daher wird dieser Kaiser auch in spätantiken Geschichtswerken, deren Verfasser die heute verlorenen Kaiserbiographien des Marius Maximus kannten, hinsichtlich seiner Herrschertugenden dem legendären König an die Seite gestellt. In der Historia Augusta wird Antoninus Pius sowohl wegen seiner Frömmigkeit als auch wegen seiner glücklichen, Sicherheit gewährenden Regierung mit Numa verglichen. Auf eine Parallelität zwischen dem König und dem Kaiser weisen auch Eutropius und der Verfasser der Epitome de Caesaribus hin. Ferner soll die Familie des Kaisers Mark Aurel, des Adoptivsohns von Antoninus Pius, ihre Abstammung auf Numa zurückgeführt haben, wie in der Historia Augusta mit Berufung auf Marius Maximus berichtet wird. Auch Eutropius erwähnt diese fiktive Abstammung Mark Aurels. Aurelius Victor schreibt, Kaiser Hadrian habe sich „nach der Art Numas“ um Gesetzgebung, Religion und Bildung gekümmert.
Aus einer völlig anderen Perspektive betrachteten die antiken Christen Numa. Aus der Sicht der Kirchenväter war er der Begründer der ihnen verhassten römischen Religion und Erfinder von lächerlichem Aberglauben.

### Mittelalter und Frühe Neuzeit
Im Frühmittelalter war Numa aus antiker Literatur bekannt, fand aber wenig Beachtung. Erst im 12. Jahrhundert wandte sich ein prominenter Gelehrter, Johannes von Salisbury, der Gestalt Numas zu und würdigte dessen Rolle als Begründer religiöser Einrichtungen mit für damalige Verhältnisse ungewöhnlicher Unbefangenheit. Im Gegensatz zu den antiken Christen spendete er Numas zivilisatorischer Leistung hohes Lob. Im frühen 14. Jahrhundert wurde im Ovide moralisé, einer außerordentlich populären Auslegung von Ovids Metamorphosen, eine Parallele zwischen Numa und heiligen Päpsten der frühen Kirche gezogen.
Der sehr einflussreiche Humanist Francesco Petrarca war von Numa begeistert. In seiner Schrift De viris illustribus schilderte er den König als weisen und frommen Herrscher, der Frieden schuf. Dabei lehnte er sich an die Darstellung des Livius an. Von Livius übernahm er auch die Einschätzung der Egeria-Legende als eines sinnvollen, erfolgreichen und gerechtfertigten Betrugs Numas.
Livius’ und Petrarcas Sichtweise prägte das Numa-Bild der Renaissance. Numa erschien als vorbildlicher antiker Gesetzgeber. Wie andere bedeutende Gestalten der römischen Antike bildete man ihn auf Fresken ab.
Im 16. Jahrhundert verwendete Bischof Bartolomé de Las Casas, der sich für die indigenen Völker Amerikas einsetzte, die Numa-Legende für seine Zwecke. In seiner Schrift Apologética historia sumaria verglich er den Inka-König Pachacútec mit dem Römer. Er meinte, beide hätten sich vorbildlich verhalten, indem sie sich für die Durchführung sinnvoller Maßnahmen auf eine göttliche Autorität beriefen. Sein Zeitgenosse Niccolò Machiavelli schloss sich in seinen Discorsi dem Urteil des Livius über Numa an. Er stellte Numa über Romulus, da die Einführung einer Religion als Basis einer Zivilisation (civilità) eine größere Leistung und für den Fortbestand und das Gedeihen des Staates noch wichtiger sei als Kriegstaten. Ähnlich dachte im 18. Jahrhundert Montesquieu, der Numa für den weisesten unter den Herrschern hielt; er meinte, Numa habe die Religion um des Staates willen geschaffen statt – wie die Gesetzgeber anderer Völker – umgekehrt. Jean-Jacques Rousseau hielt Numa für den wahren Gründer Roms; erst Numas Maßnahmen hätten aus den von Romulus befehligten Räuberscharen eine Bürgergemeinschaft gemacht.
Der in Rom lebende Maler Nicolas Poussin schuf um 1629 das Ölgemälde „Landschaft mit Numa Pompilius und der Nymphe Egeria“. Es zeigt den König mit der Nymphe und einem nackten Flötenspieler, dem Heros Hippolytos, der mit der römischen Gottheit Virbius identifiziert wurde. Poussin deutet den pythagoreischen Hintergrund des Verhältnisses zwischen Numa und Egeria an.
Der Schriftsteller und Dichter Jean-Pierre Claris de Florian (1755–1794) schrieb einen Roman Numa Pompilius, second roi de Rome, den er 1786 veröffentlichte. Darin verherrlichte er Numa als vorbildlichen aufgeklärten Monarchen.

### Moderne
1881 publizierte Alphonse Daudet den satirischen Roman Numa Roumestan. Mit dem Namen des Titelhelden, eines monarchistischen französischen Politikers, spielte er auf den König Numa an („Roumestan“ bedeutet „Land der Römer“).
Der Dramatiker Peter Hacks schuf 1969–1971 eine Komödie Numa, die er 2002 stark überarbeitete. In einem Essay Numa oder die Mitte (1977) erläuterte er den Sinn seiner Umgestaltung des antiken Numa-Stoffs. Das Theaterstück gehört zu seinen Hauptwerken, blieb aber unaufgeführt und fand relativ wenig Beachtung. Es hat farcenhaft-satirischen Charakter; Hacks verspottet politische Machtkämpfe in einem sozialistischen Staat. Numa ist bei ihm ein Held, der zunächst als Kompromisskandidat gewählt wird und dann als „Mann der Mitte“ sein Amt souverän führt. In der überarbeiteten Fassung sind die sozialismuskritischen Aspekte beibehalten, auf optimistische Züge der Urfassung wird hingegen verzichtet. Numa ist nicht mehr ein Mann des Ausgleichs, der Vielfalt und Gegensätze bejaht, sondern ein Politiker, der eingestandenermaßen auf eine Diktatur hinarbeitet. In der Überarbeitung, die den ursprünglich heiteren Charakter des Stücks verdüstert, äußert sich eine resignative Haltung des Autors nach dem Scheitern der DDR.